# Литературные жанры
Литерату́рные жа́нры (фр. genre, от лат. genus — род, вид) — исторически складывающиеся группы литературных произведений, объединённых совокупностью формальных и содержательных свойств (в отличие от литературных форм, выделение которых основано только на формальных признаках).
Термин зачастую неправомерно отождествляют с термином «виды литературы».

## История
Если на фольклорной стадии жанр определялся из внелитературной (культовой) ситуации, то в литературе жанр получает характеристику своей сущности из собственных литературных норм, кодифицируемых риторикой. Вся номенклатура античных жанров, сложившаяся до этого поворота, была затем энергично переосмыслена под его воздействием.
Со времён Аристотеля, давшего в своей «Поэтике» первую систематизацию литературных жанров, укрепилось представление о том, что литературные жанры представляют собой закономерную, раз и навсегда закреплённую систему, а задачей автора является всего лишь добиться наиболее полного соответствия своего произведения сущностным свойствам избранного жанра. Понимание жанра как предлежащей автору готовой структуры привело к появлению целого ряда нормативных поэтик, содержащих указания для авторов относительно того, как именно должны быть написаны ода или трагедия. Вершиной такого типа сочинений является поэма-трактат Буало «Поэтическое искусство» 1674 года. Это не означает, что система жанров в целом и особенности отдельных жанров оставались неизменными на протяжении двух тысяч лет, — однако перемены (и очень существенные) либо не замечались теоретиками, либо осмыслялись ими как порча, отклонение от необходимых образцов. И лишь к концу XVIII века разложение традиционной жанровой системы, связанное, в соответствии с общими принципами литературной эволюции, как с внутрилитературными процессами, так и с воздействием совершенно новых социальных и культурных обстоятельств, зашло настолько далеко, что нормативные поэтики уже никак не могли описать и обуздать литературную реальность.
В этих условиях одни традиционные жанры стали стремительно отмирать или маргинализироваться, другие, напротив, перемещаться с литературной периферии в самый центр литературного процесса. И если, к примеру, взлёт баллады на рубеже XVIII—XIX веков, связанный в России с именем Жуковского, оказался довольно кратковременным (хотя в русской поэзии и дал затем неожиданный новый всплеск в первой половине XX века — например, у Багрицкого и Николая Тихонова, — а затем и в начале XXI века у Марии Степановой, Фёдора Сваровского и Андрея Родионова), то гегемония романа — жанра, который нормативные поэтики веками не желали замечать как нечто низкое и несущественное, — затянулась в европейских литературах по меньшей мере на столетие. Особенно активно стали развиваться произведения гибридной или неопределённой жанровой природы: пьесы, о которых затруднительно сказать, комедия это или трагедия, стихотворения, которым невозможно дать никакого жанрового определения, кроме того, что это лирическое стихотворение. Падение ясных жанровых идентификаций проявилось и в умышленных авторских жестах, нацеленных на разрушение жанровых ожиданий: от обрывающегося на полуслове романа Лоренса Стерна «Жизнь и мнения Тристрама Шенди, джентльмена» до «Мёртвых душ» Н. В. Гоголя, где парадоксальный для прозаического текста подзаголовок поэма вряд ли может вполне подготовить читателя к тому, что из достаточно привычной колеи плутовского романа его то и дело будут выбивать лирическими (а порой — и эпическими) отступлениями.
В XX веке на литературные жанры оказало особенно сильное влияние обособление массовой литературы от литературы, ориентированной на художественный поиск. Массовая литература заново ощутила острую нужду в чётких жанровых предписаниях, значительно повышающих для читателя предсказуемость текста, позволяющих легко в нём сориентироваться. Прежние жанры для массовой литературы не годились, и она довольно быстро сформировала новую систему, в основу которой лёг весьма пластичный и накопивший немало разнообразного опыта жанр романа. На исходе XIX и в первой половине XX веков оформляются детектив и полицейский роман, научная фантастика и дамский («розовый») роман. Неудивительно, что актуальная литература, нацеленная на художественный поиск, стремилась как можно дальше отклониться от массовой и потому уходила от жанровой определённости вполне сознательно. Но поскольку крайности сходятся, постольку стремление быть дальше от жанровой предзаданности подчас приводило к новому жанрообразованию: так, французский антироман настолько не хотел быть романом, что у основных произведений этого литературного течения, представленного такими самобытными авторами, как Мишель Бютор и Натали Саррот, явственно наблюдаются признаки нового жанра. Таким образом, современные литературные жанры (и такое предположение мы встречаем уже в размышлениях М. М. Бахтина) не являются элементами какой-либо предзаданной системы: наоборот, они возникают как точки сгущения напряжённости в том или ином месте литературного пространства в соответствии с художественными задачами, здесь и сейчас ставящимися данным кругом авторов, и могут быть определены как «устойчивый тематически, композиционно и стилистически тип высказывания». Специальное изучение таких новых жанров остаётся делом завтрашнего дня

## Типология литературных жанров
Литературное произведение может быть причислено к тому или иному жанру по различным критериям. Ниже приведены некоторые из этих критериев и приведены примеры жанров.
- По форме[источник не указан 896 дней]:
  - видения
  - новелла
  - ода
  - опус
  - очерк
  - поэма
  - повесть
  - пьеса
  - рассказ[1]
  - роман[1]
  - фельетон[1]
  - репортаж[1]
  - журнальная статья[1]
  - скетч
  - эпопея
  - эпос
  - эссе

- По содержанию[источник не указан 896 дней]:
  - комедия
    - фарс
    - водевиль
    - интермедия
    - скетч
    - пародия
    - комедия положений
    - комедия характеров

  - трагедия
  - драма[1]
  - ужасы
- По родам:
  - эпические
    - басня
    - аполог
    - былина
    - баллада
    - миф
    - новелла
    - повесть
    - рассказ
    - роман
    - роман-эпопея
    - сказка
    - эпопея

  - лирические
    - ода
    - послание
    - элегия
    - эпиграмма

  - лиро-эпические
    - стансы
    - баллада
    - поэма

  - драматические
    - драма
    - комедия
    - трагедия

Иерархия жанров в классицизме
Классицизм, например, также устанавливает и строгую иерархию жанров, которые делятся на высокие (ода, трагедия, эпопея) и низкие (комедия, сатира, басня). Каждый жанр имеет строго определённые признаки, смешивание которых не допускается.